# Un coniglio fra i leoni
Un coniglio fra i leoni (Roman Legion-Hare) è un film del 1955 diretto da Friz Freleng. È un cortometraggio animato della serie Looney Tunes, prodotto dalla Warner Bros. e uscito negli Stati Uniti il 12 novembre 1955. Il corto è una parodia sulla Legione romana, in cui viene presentato l'imperatore Nerone sotto forma di caricatura dell'attore Charles Laughton, che aveva interpretato il personaggio nel film Il segno della croce del 1932.

## Trama
A Roma, nel 54 A.D., vi è uno spettacolo con i leoni al Colosseo a cui assiste l'imperatore Nerone. Una guardia avverte l'imperatore che sono finite le vittime, così Nerone ordina al capitano delle guardie Yosemite Sam di trovarne una immediatamente, altrimenti sarà lo stesso Sam la vittima. Mentre va alla ricerca con i suoi legionari, Sam si imbatte in Bugs Bunny e si convince che possa essere una buona vittima. Bugs riesce a sbarazzarsi dei legionari, ma è poi costretto a fuggire dal capitano.
I due iniziano a inseguirsi, fino a giungere dove sono custoditi i leoni. Qui Bugs comincia a prendersi gioco di Sam, facendolo finire più volte tra le grinfie dei leoni, dopodiché il coniglio si ritrova nell'arena del Colosseo. Sam mostra quindi la vittima a Nerone, che ordina di liberare i leoni. I felini tuttavia si scagliano contro l'imperatore e il capitano, i quali si rifugiano su una colonna. Bugs, indossando una corona trionfale, afferma che "morto un imperatore se ne fa un altro, ma di Bugs Bunny ce n'è uno solo", mentre i leoni abbattono la colonna, con Nerone che suona Taps col violino.

## Distribuzione

### Edizione italiana
Esistono due doppiaggi italiani del corto. Il primo è stato effettuato negli anni ottanta dalla Effe Elle Due, mentre il secondo è stato effettuato nel 2003 dalla Time Out Cin.ca. Da allora in poi è stato sempre usato solo il ridoppiaggio.

## Edizioni home video

### VHS
Il cortometraggio è incluso, col primo doppiaggio, nella VHS Bugs Bunny: 3.

### DVD
Il cortometraggio è incluso con il ridoppiaggio nel disco 1 di Looney Tunes Golden Collection: Volume 4.

## Curiosità
- Parte del cortometraggio sarà riutilizzata nel corto La torta del diavolo del 1963.
- Il cortometraggio è presente anche nel film antologico del 1981 Looney, Looney, Looney Bugs Bunny Movie.